# Аніта Бітрі
Аніта Бітрі (Прапаніку) (8 січня 1968, Саранда — 19 жовтня 2004, Нью-Йорк) - албанська поп-співачка та віолончелістка. 
Розпочала свою співочу кар'єру у шістнадцять і стала популярною в Албанії з піснею «Перше кохання». Емігрувала до США у 1996 році.
Була знайдена мертвою у своєму будинку разом з 8 річною дочкою та 66 річною матір'ю, усі троє загинули внаслідок отруєння чадним газом. Її чоловік помер задовго до цього від раку.
На момент смерті Аніта записувала два альбоми (один албанською, інший англійською мовою).